# Шуэкер, Эдмунд
Эдмунд Шуэкер (нем. Edmund Schuëcker или Schuöcker; 16 ноября 1860, Вена — 9 ноября 1911, Бад-Кройцнах) — австрийский арфист, композитор, музыкальный педагог.
Окончил Венскую консерваторию (1877), ученик Антонио Замары. До 1882 г. солист Паркового оркестра в Амстердаме, затем в 1882—1883 гг. в оркестре Альберта Парлова в Гамбурге, в 1883—1884 гг. в Дрезденской придворной капелле. В 1884—1891 гг. солист Гевандхаус-оркестра и профессор Лейпцигской консерватории. В 1891—1900 гг. солист Чикагского симфонического оркестра. В 1900 году по приглашению Густава Малера присоединился к оркестру Венской придворной оперы. В октябре 1902 года по болезни вынужден был отказаться от исполнительской активности и на некоторое время поселился в Бад-Кройцнахе, занимаясь композицией и преподаванием. Затем вновь в США, в 1903—1904 гг. в Питтсбургском симфоническом оркестре, в 1904—1909 гг. в Филадельфийском оркестре, в 1910 г. в оркестре Метрополитен-оперы.
Автор виртуозных пьес для своего инструмента. Опубликовал собрание фрагментов с участием арфы в партитурах Рихарда Вагнера. Подготовил к печати «Школу игры на арфе» Августа Томбо.
Брат, Генрих Шуэкер (1867—1913), арфист, окончил Венскую консерваторию у Антонио Замары (1884), с 1885 г. солист Бостонского симфонического оркестра, преподавал в Консерватории Новой Англии. Сын, Йозеф Эдмунд Шуэкер (1886—1938), арфист, окончил Венскую консерваторию у Антонио Замары (1901), в 1904 г. сменил своего отца в Питтсбургском симфоническом оркестре, а в 1909 г. — в Филадельфийском оркестре, в 1911—1913 гг. выступал в Бостоне, затем вернулся в Питтсбург.